# 韩国核能
- 运营中
- 在建
- 规划中

韩国核能自20世纪50年代以来经过迅速的发展，已经成为世界核能的后起之秀。2007年，韩国成为世界上第三个具备自行研发第三代核电技术的国家。与此同时，韩国致力于发展近乎零污染的核聚变发电技术，并在此方面处于世界领先水平。
韩国是个能源资源贫乏的国家，核电在其能源产业中占有重要地位。截止2021年底，韩国一共拥有24座運轉中的核动力堆，数量世界第五。2013年，核能在韩国总发电量的比例为27.6%。多年来，韩国核能保持着高效的运行效率，平均功率损失率仅为3.6%（世界经合组织国家的平均值为6.4%）。2010年，韩国核电厂的平均非计划停堆率仅为0.1%（美国、法国和加拿大2008年的指标都在1%以上）。

## 历史

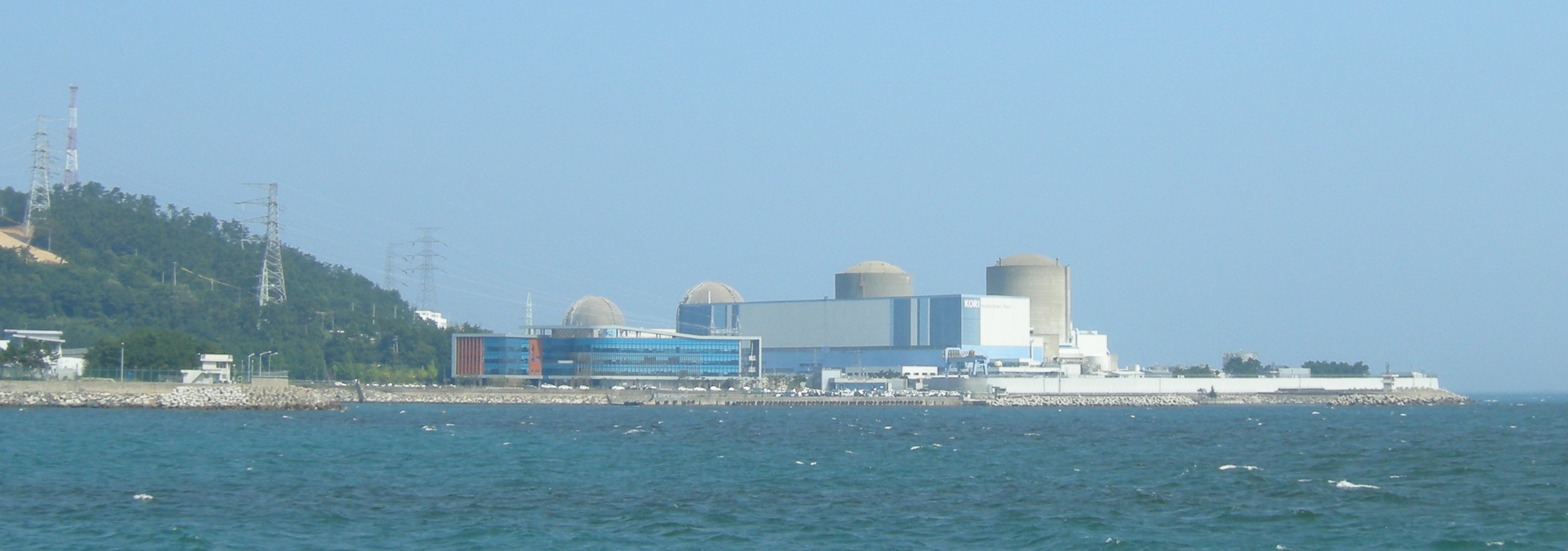
韩国古里核电站

韩国的核能发展开始于20世纪50年代。1956年，韩国在与美国签署和平利用核能的合作协定后，派出大量的人员赴美进行核能研究方面的培训 。1957年，韩国加入国际原子能机构。1958年，韩国国会通过了《原子能法》，为核能发展提供了法规体系。根据《原子能法》成立的原子能委员会是韩国核能政策的最高决策机构。原子能委员会由9到11名代表政府、学术界和产业界部门的成员组成，主席由韩国总理兼任。
1962年，韩国建成首座小型核实验反应堆。1971年，韩国首座核电站——古里核电站一号机组在釜山广域市机张郡长安邑开工，于1977年建成，1978年4月实现了商业运营。在之后的几十年间，韩国的核工业得到迅速的发展，先后建立或扩建了月城核电站、古里核电站、新古里核电站、灵光核电站、蔚珍核电站、新蔚珍核电站。2007年，韩国成为世界上第三个具备自行研发第三代核电技术的国家。
2011年10月26日，监管韩国核安全的独立机构核安全与安保委员会正式成立。该机构直接受韩国总统领导，全面负责韩国核安全、安保及保障工作。2015年4月22日，韩美修改了1973年生效的核能协定。韩国核乏燃料处理被解禁，为韩国开展核能活动提供了更大空间。
然而受到日本福島第一核電站事故影響，以及2012~13年發生核電部門使用假冒零件和偽造質量保證證書的醜聞，反核聲量提升。持反核立場的文在寅政府於2017年喊出無核與減火力計畫，希望在2038年將核能反應爐數量從24座減少到14座、2060年達成無核化目標。2017年古里核電站一號機組因醜聞、機組故障緣故，提前除役。同年6月，文在寅政府宣布停止新古里核電站5、6號機組工程，以徵集民眾意見並綜合考慮各項因素後再作下一步打算。不過民意調查顯示，多數韓國民眾支持繼續建設這兩座核電機組。因此3個月後韓國政府決定重啟建設工作，但也因此遭建設廠商索賠。 2019年月城核電站一號機組除役，為韓國第2個除役核電機組。2021年7月，新韓蔚核電廠1號機組獲准運轉，為文在寅政府宣布廢核後，第一個獲批轉運轉的核電機組，設計壽命60年。但2020年全年国内核电发电量同比增加9.8%。核电发电量占比由前一年的25.9%增至29%。
2022年繼任的尹錫悅政府宣布將復興核電產業。2022年12月7日新韓蔚核能發電廠一號機開始商轉，成為尹锡悦任內首個投產核能發電廠。

### 核聚变技术

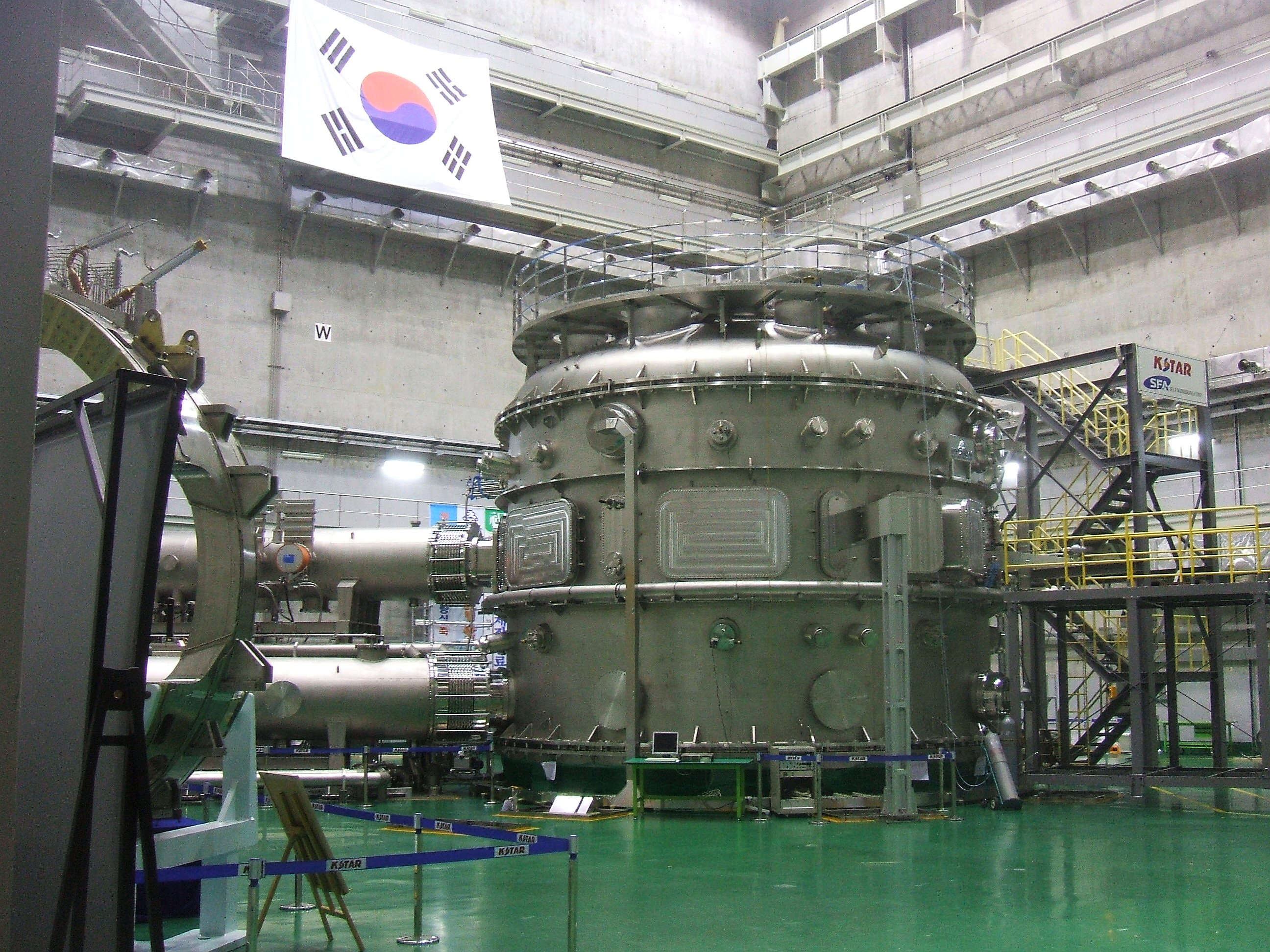
“韩国太阳”KSTAR

韩国致力于发展比核裂变能量更大，而且近乎零污染的核聚变发电技术，计划在21世纪40年代建造商业性热核聚变发电厂。20世纪60年代，韩国开始开展小规模的实验室等离子实验。70年代晚期，韩国大学先后建造了SNUT79、KAIST、 KT 1、HANBIT等托卡马克装置。1995年，韩国基础科学研究院根据美国麻省理工大学的TARA串级磁镜，建造并安装了中型装置HANBIT。2009年12月，被称为“韩国太阳”的KSTAR在1000万摄氏度的温度下成功获得了电流为320千安的等离子体放电，持续时间约3.6秒。2010年11月8日，KSTAR提前一年首次成功实现了等离子体约束状态的H模式。这是世界首次用超导热核实验装置实现H模式，对国际热核聚变实验反应堆（ITER）项目的进展具有非常重要的价值。

## 技術出口
2008年，韩国电力公司工程建设公司就赢得了一份价值300亿韩元的向西屋公司提供AP1000核岛和辅助设施的设计服务合同， 开始了韩国核技术的出口。2009年底，韩国力压美国、法国等世界老牌核电出口国，成功赢得阿联酋价值200亿美元的4座轻水核反应堆核电站建设合同。2010年3月10日，韩国与土耳其签署了为土耳其承建两座核电站的《核电项目合作相关的联合公报》。2013年，韩国被获准在约旦科技大学建设约旦首座核研究反应堆。2015年，韩国与沙特阿拉伯达成协议在沙國建设两座韩国自主开发的“SMART”核反应堆，试运行后，两国将联手出口第三国。2019年8月26日，韩国水电与核电公司“APR1400”轻水反应堆设计正式获得美国核能管理委员会的设计认证（DC）。这是非美国核电站首次获此认证。在此之前，APR-1400曾在2018年8月获得欧洲设计认证 。
2021年4月1日阿拉伯聯合大公國的巴拉卡核能發電廠開始運行，是阿拉伯半島首座核能發電廠，也是韩国首個成功的核電技術出口案例。

## 核电站

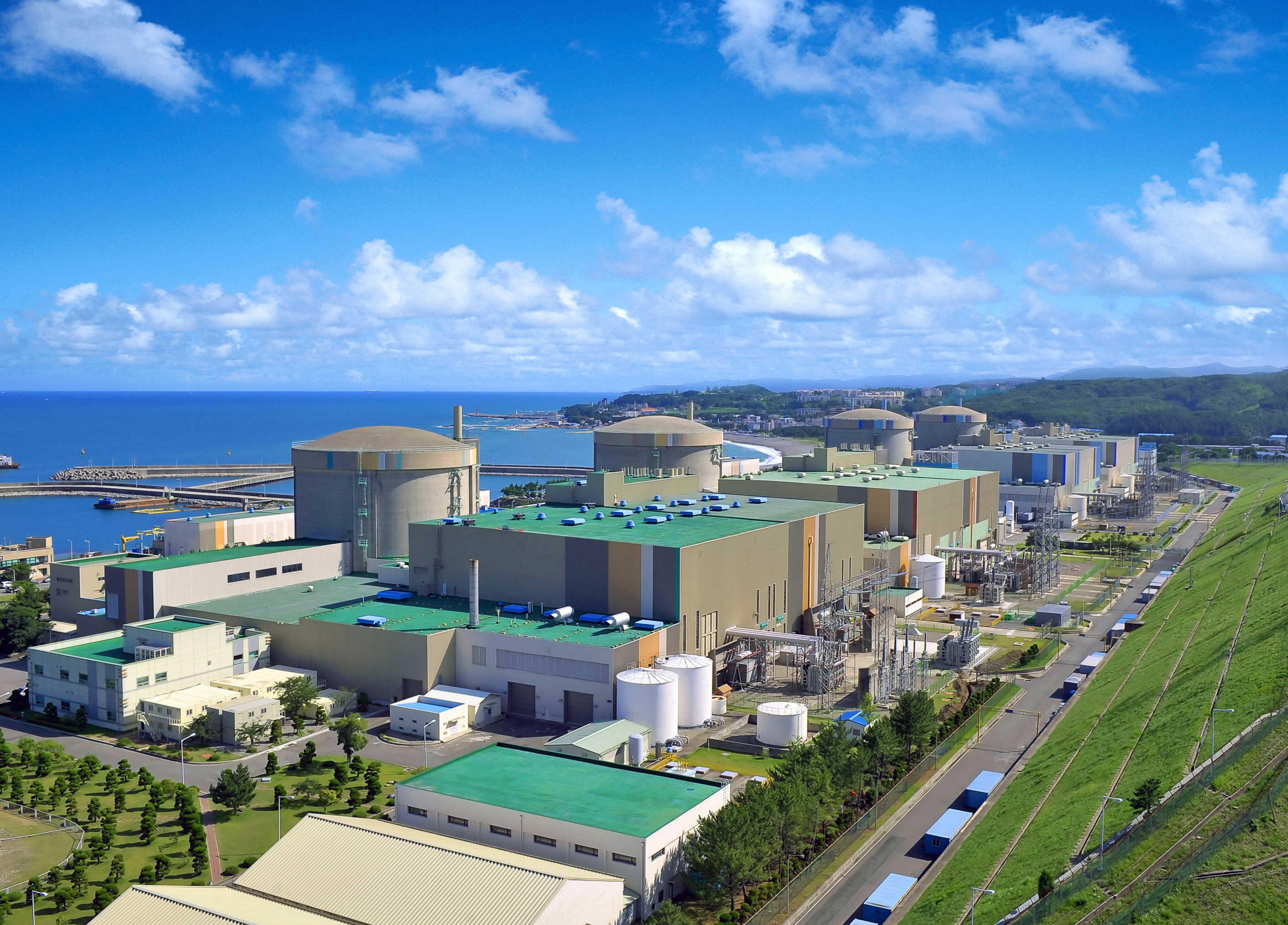
韩国月城核电站

| 论 编        |                  |            |                    |                     |          |          |
| 名称         | 地点             | 反应堆     | 类型               | 装机容量 (兆瓦，MW) | 运营年份 | 關閉年份 |
| 古里核电站   | 釜山广域市机张郡 | 一号反应堆 | 压水反应堆         | 587                 | 1978     | 2017     |
| 古里核电站   | 釜山广域市机张郡 | 二号反应堆 | 压水反应堆         | 650                 | 1983     | 2023     |
| 古里核电站   | 釜山广域市机张郡 | 三号反应堆 | 压水反应堆         | 950                 | 1985     |          |
| 古里核电站   | 釜山广域市机张郡 | 四号反应堆 | 压水反应堆         | 950                 | 1986     |          |
| 新古里核电站 | 釜山广域市机张郡 | 一号反应堆 | OPR-1000           | 1000                | 2011     |          |
| 新古里核电站 | 釜山广域市机张郡 | 二号反应堆 | OPR-1000           | 1000                | 2012     |          |
| 新古里核电站 | 釜山广域市机张郡 | 三号反应堆 | APR-1400           | 1400                | 2016     |          |
| 新古里核电站 | 釜山广域市机张郡 | 四号反应堆 | APR-1400           | 1400                | 2019     |          |
| 新古里核电站 | 釜山广域市机张郡 | 五号反应堆 | APR-1400           | 1400                | 2024     |          |
| 新古里核电站 | 釜山广域市机张郡 | 六号反应堆 | APR-1400           | 1400                | 2025     |          |
| 韓蔚核電廠   | 庆尚北道蔚珍郡   | 一号反应堆 | 压水反应堆         | 950                 | 1988     |          |
| 韓蔚核電廠   | 庆尚北道蔚珍郡   | 二号反应堆 | 压水反应堆         | 950                 | 1989     |          |
| 韓蔚核電廠   | 庆尚北道蔚珍郡   | 三号反应堆 | OPR-1000           | 1000                | 1998     |          |
| 韓蔚核電廠   | 庆尚北道蔚珍郡   | 四号反应堆 | OPR-1000           | 1000                | 1999     |          |
| 韓蔚核電廠   | 庆尚北道蔚珍郡   | 五号反应堆 | OPR-1000           | 1000                | 2004     |          |
| 韓蔚核電廠   | 庆尚北道蔚珍郡   | 六号反应堆 | OPR-1000           | 1000                | 2005     |          |
| 新韓蔚核電廠 | 庆尚北道蔚珍郡   | 一号反应堆 | APR-1400           | 1400                | 2022     |          |
| 新韓蔚核電廠 | 庆尚北道蔚珍郡   | 二号反应堆 | APR-1400           | 1400                | 2024     |          |
| 月城核电站   | 庆尚北道慶州市   | 一号反应堆 | 加拿大重水铀反应堆 | 679                 | 1983     | 2019     |
| 月城核电站   | 庆尚北道慶州市   | 二号反应堆 | 加拿大重水铀反应堆 | 700                 | 1997     |          |
| 月城核电站   | 庆尚北道慶州市   | 三号反应堆 | 加拿大重水铀反应堆 | 700                 | 1998     |          |
| 月城核电站   | 庆尚北道慶州市   | 四号反应堆 | 加拿大重水铀反应堆 | 700                 | 1999     |          |
| 新月城核电站 | 庆尚北道慶州市   | 一号反应堆 | OPR-1000           | 1000                | 2012     |          |
| 新月城核电站 | 庆尚北道慶州市   | 二号反应堆 | OPR-1000           | 1000                | 2015     |          |
| 韩光核电站   | 全羅南道靈光郡   | 一号反应堆 | 压水反应堆         | 950                 | 1986     |          |
| 韩光核电站   | 全羅南道靈光郡   | 二号反应堆 | 压水反应堆         | 950                 | 1987     |          |
| 韩光核电站   | 全羅南道靈光郡   | 三号反应堆 | System 80          | 1000                | 1995     |          |
| 韩光核电站   | 全羅南道靈光郡   | 四号反应堆 | System 80          | 1000                | 1996     |          |
| 韩光核电站   | 全羅南道靈光郡   | 五号反应堆 | OPR-1000           | 1000                | 2002     |          |
| 韩光核电站   | 全羅南道靈光郡   | 六号反应堆 | OPR-1000           | 1000                | 2002     |          |